# Tom Cole (Rennfahrer)

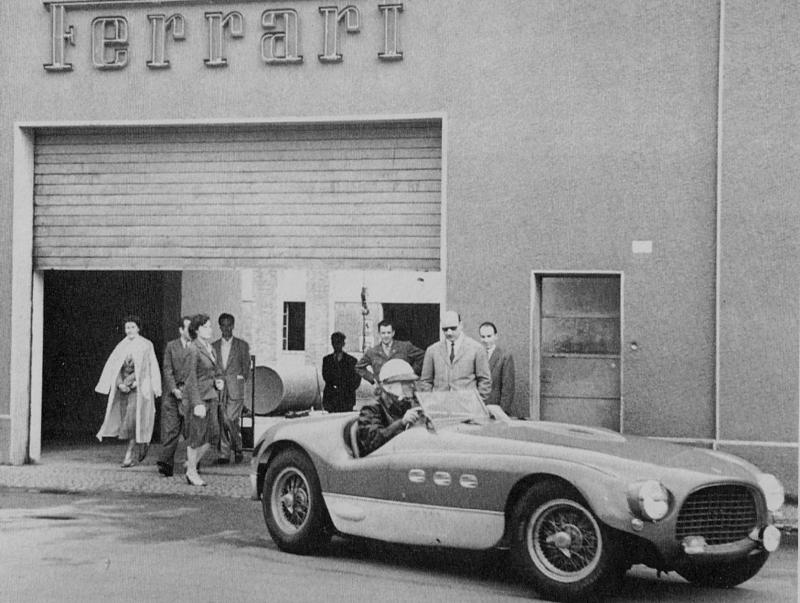
Tom Cole im Ferrari 340MM 1953 in Modena

Tomas Lionel Howard „Tom“ Cole junior (* 11. Juni 1922 in Landaff, Grafton County, New Hampshire; † 14. Juni 1953 in Le Mans) war ein US-amerikanischer Rennfahrer.

## Karriere
Bekannt wurde Tom Cole durch seinen dritten Platz im 24-Stunden-Rennen von Le Mans 1950 zusammen mit Sydney Allard. In den nächsten Jahren fuhr er unter anderem für Ferrari beim französischen Langstreckenrennen. Eine weitere Platzierung in der Gesamtwertung konnte er jedoch nicht erreichen.
Tom Cole starb am 14. Juni 1953 bei einem Rennunfall in Le Mans.

## Statistik

### Le-Mans-Ergebnisse
| Jahr | Team             | Fahrzeug                | Teamkollege        | Platzierung            | Ausfallgrund              |
| ---- | ---------------- | ----------------------- | ------------------ | ---------------------- | ------------------------- |
| 1950 | Allard           | Allard J2               | Sydney Allard      | Rang 3 und Klassensieg |                           |
| 1951 | Allard           | Allard J2               | Sydney Allard      | Ausfall                | Defekt an der Zündung     |
| 1952 | Scuderia Ferrari | Ferrari 225S Berlinetta | Pierre Boncompagni | Ausfall                | Defekt an der Zündung     |
| 1953 | Luigi Chinetti   | Ferrari 340MM Spider    | Luigi Chinetti     | Ausfall                | tödlicher Unfall von Cole |

### Einzelergebnisse in der Sportwagen-Weltmeisterschaft
| Saison | Team                            | Rennwagen     | 1   | 2   | 3   | 4   | 5   | 6   | 7   |
| ------ | ------------------------------- | ------------- | --- | --- | --- | --- | --- | --- | --- |
| 1953   | Scuderia Ferrari Luigi Chinetti | Ferrari 340MM | SEB | MIM | LEM | SPA | NÜR | RTT | CAP |
| 1953   | Scuderia Ferrari Luigi Chinetti | Ferrari 340MM |     | 4   | DNF |     |     |     |     |